# Julius Tietz (Pädagoge)

„Dr. Julius Tietz“, Direktor der Stadttöchterschule I in Hannover von 1873 bis 1905

Julius Tietz (* 30. Januar 1838 in Breese bei Dannenberg (Elbe); † nach 1901) war ein deutscher Theologe und Schulleiter.

## Leben
Julius Tietz wurde zur Zeit des Königreichs Hannover als Sohn des in Horst tätigen Pastors Tietz geboren. Ähnlich wie der spätere Geograph Julius Kettler war auch Julius Tietz ein Cousin der späteren Frauenrechtlerin Hedwig Kettler, geborene Reder.
In Hildesheim besuchte Julius Tietz ab Ostern 1852 bis Michaelis das Gymnasium Andreanum. Anschließend ging er nach Göttingen, um an der dortigen Universität das Fach Theologie zu studieren.
In Hannover wurde Tietz zunächst Lehrer an der Realschule 1. Ordnung, bevor er am 17. Februar 1873 in der Nachfolge von Wilhelm Nöldeke zum Direktor der Stadttöchterschule I in Hannover ernannt wurde.
Im Zuge der Gründung von Mädchengymnasien auf Initiative seiner Cousine Hedwig Kettler behauptete ausgerechnet Julius Tietz in seiner Eigenschaft als Direktor der ersten Stadttöchterschule Hannovers, 

„[ein Mädchengymnasium würde] der Eigenart [von Frauen] zuwiderlaufen und daher nicht von Segen begleitet [sein].“

## Schriften
- Predigt gehalten am zweiten Weihnachtstage 1863. In: Programm der höheren Bürgerschule [Hannovers], Hannover: Friedrich Culemann, 1864
- Die geschichtliche Entwickelung des deutschen Nationalbewußtseins. Hannover: Hahn, 1880
- Die Stadttöchterschule (seit Ostern 1862 Stadttöchterschule 1) zu Hannover während des Zeitraums von 1802 bis 1902 dargestellt in Veranlassung ihres 100jährigen Bestehens am 6.5.1902 von Julius Tietz, Hannover: Wilhelm Riemenschneider, 1902

## Archivalien
Archivalien von und über Julius Tietz finden sich beispielsweise
- im Zusammenhang mit der Lehrplankommission Ende des 19. Jahrhunderts in Hannover, in der Anfangs auch Leon Wespy mitarbeitete: Im Stadtarchiv Hannover unter der Signatur NL Kett. Nr. 351 als „Schreiben von Dr. Julius Tietz vom 5.5.1898“[6]